# Epiplema vulpecula
Epiplema vulpecula är en fjärilsart som beskrevs av W. Warren 1904. Epiplema vulpecula ingår i släktet Epiplema och familjen Uraniidae. Inga underarter finns listade i Catalogue of Life.